# Boluspor
Boluspor ist ein türkischer Fußballverein aus Bolu. Der Verein wurde am 28. Dezember 1965 gegründet. Die Vereinsfarben sind seit der Gründung Rot und Weiß.

## Geschichte

### Gründung
Am 28. Dezember 1965 vereinigten sich die Vereine Abantspor und Bolu Gençlik und nannten sich Boluspor. Boluspor war nach seiner Gründung eine der ersten Mannschaften im türkischen Fußball mit vollständigem Vorstand. In seinem ersten Profijahr in der Saison 1966/67 erreichte Boluspor den 11. Platz. In den Spielzeiten 1967/68 und 1968/69 wurde man 5. bzw. 3. In der danachfolgenden Saison 1969/70 schafften die Rot-Weißen den Aufstieg in die 1. Liga und gewannen den Premierminister-Pokal.

### Allgemein
Vier Jahre nach dem Aufstieg erreichte Boluspor das beste Saisonergebnis mit dem 3. Platz in der Süper Lig. Das bisher letzte gute Ergebnis erzielte Bolu in der Saison 1980/81. Im Pokalfinale verloren sie gegen MKE Ankaragücü mit einem Gesamtresultat von 1:2 (Hin 1:2, Rück 0:0). Boluspors bisher letztes Spiel in der 1. Liga war im Jahr 1992. Danach wurde es leiser um den Klub. 10 Jahre nach dem Abstieg in die 2. Liga spielte der ehemalige Erstligist plötzlich in der 4. Liga. Inzwischen hat sich der Verein rehabilitiert. Seit der Spielzeit 2007/08 tritt der Klub wieder in der 2. Liga auf. In der Saison 2007/2008 verpasste Boluspor den Aufstieg in die türkische Süper Lig nur knapp, weil der Verein das letzte Relegationsspiel am 18. Mai 2008 gegen den Traditionsclub Eskişehirspor mit 0:2 verlor.

### Neuzeit
Nachdem Boluspor in der Saison 2014/15 von Reha Erginer trainiert wurde, wurde nach Saisonende der auslaufende Vertrag mit Erginer nicht verlängert. Stattdessen stellte die Vereinsführung im Juni 2015 den ehemaligen Bundesligaprofi Ümit Özat als neuen Cheftrainer vor. Wenige Wochen nach dieser Neueinstellung wurde der Vertrag allerdings aufgrund von Differenzen in gegenseitigem Einvernehmen wieder aufgelöst. Als neuer Cheftrainer stellte der Klub dann Ende Juli 2015 Özcan Bizati vor.

## Erfolge
- 1973–1974 Turkcell Süper Lig: 3. Platz
- 1980–1981 Türkischer Fußballpokal: Pokalfinalist
- 2006–2007 2. Lig: Meister

## Fans
Boluspor hat eine organisierte Fangemeinschaft, die sich Yarenler nennt. Diese Fangruppe unterstützt die Mannschaft sowohl zu Hause als auch auswärts. In den letzten Jahren kam es allerdings immer wieder zur Ausschreitungen, weshalb der Verein hohe Geldstrafen zahlen musste.

## Ligazugehörigkeiten
- 1. Liga: 1970–1979, 1980–1985, 1986–1992
- 2. Liga: 1966–1970, 1979–1980, 1985–1986, 1992–1996, 1998–2001, Seit 2007
- 3. Liga: 1996–1997, 2001–2002, 2005–2007
- 4. Liga: 2002–2005

Boluspor spielte 20 Jahre in der ersten türkischen Liga, in der Ewigen Tabelle der Süper Lig belegt Boluspor den 19. Rang.

## Rekordspieler
| Rang                | Name                | Einsätze | Zeitraum  |
| ------------------- | ------------------- | -------- | --------- |
| 01.                 | Çetin Erdoğan       | 291      | 1970–1982 |
| 02.                 | İbrahim Sarıkaya    | 262      | 1972–1983 |
| 03.                 | Nuri Artış          | 239      | 1973–1984 |
| 04.                 | Salih Yorulmaz      | 221      | 1984–1992 |
| 05.                 | Rıdvan Ertan        | 215      | 1970–1978 |
| 06.                 | İbrahim Desticioğlu | 193      | 1978–1988 |
| 07.                 | Talip Işıktan       | 178      | 1970–1979 |
| 08.                 | Alaattin Yolaçan    | 173      | 1973–1981 |
| 09.                 | Fikret İsmigüzel    | 151      | 1971–1978 |
| 10.                 | Mustafa Akarcalı    | 132      | 1974–1979 |
| Stand: 3. März 2016 |                     |          |           |

| Rang                | Name               | Tor | Einsätze | Tor/Spiel |
| ------------------- | ------------------ | --- | -------- | --------- |
| 01.                 | Çetin Erdoğan      | 38  | 291      | 0,13      |
| 02.                 | Halil İbrahim Eren | 37  | 107      | 0,35      |
| 03.                 | Cengiz İğneci      | 25  | 102      | 0,25      |
| 04.                 | Mustafa Akarcalı   | 24  | 132      | 0,18      |
| 05.                 | Sinan Alayoğlu     | 23  | 51       | 0,45      |
| 06.                 | Rıdvan Ertan       | 22  | 215      | 0,1       |
| 07.                 | Erol Sokullu       | 21  | 118      | 0,18      |
| 08.                 | Salih Yorulmaz     | 20  | 221      | 0,09      |
| 09.                 | Faruk Yiğit        | 19  | 56       | 0,34      |
| 10.                 | Şenol Fidan        | 18  | 65       | 0,28      |
| Stand: 3. März 2016 |                    |     |          |           |

## Ehemalige Trainer (Auswahl)
| - Dincă Schileru (Juni 1970 – Juni 1971) - Kadri Aytaç (Juni 1971 – Mai 1972) - Lütfü Isıgöllü 1 (Mai 1972) - Nevzat Güzelırmak (Juli 1981 – Juni 1983) - Mehmet Başaygün (August 1989 – Mai 1990) - Mehmet Başaygün (August 1992 – Januar 1993) - Aldoğan Argon (September 1994 – Mai 1995) - Ali Kemal Denizci (Januar 1996 – April 1996) - Mehmet Başaygün (November 1996 – November 1997) - Sinan Engin (August 1999 – September 1999) - Aldoğan Argon (September 1999 – Mai 2000) - Mehmet Başaygün (März 2000 – November 2000) - Unbekannt (November 2000 – März 2001) - Asım Tiftikçi (März 2001 – Mai 2001) - Unbekannt (August 2001 – September 2001) - Orhan Yahya Yüce (September 2001 – März 2002) - Ahmet Taber (März 2002 – Mai 2002) - Aldoğan Argon (August 2002 – August 2003) - Çetiner Erdoğan (August 2003 – November 2003) - Mustafa Çapanoğlu (September 2005 – Mai 2006) - Kemal Kılıç (August 2006 – Oktober 2006) - Ali Güneş (November 2006 – Mai 2007) - İsmail Taviş (Oktober 2006 – November 2006) - Serhat Güller (August 2007 – Juli 2009) - Coşkun Demirbakan (August 2009 – November 2009) - Mustafa Uğur (November 2009 – April 2010) | - Cüneyt Karakuş 1 (April 2010 – Mai 2011) - Levent Eriş (August 2010 – April 2011) - Hüsnü Özkara (April 2011 – Juni 2011) - Cihat Arslan (August 2011 – Dezember 2011) - Osman Nuri Işılar 1 (Dezember 2011) - Özcan Kızıltan (Januar 2012 – Februar 2012) - Bahri Kaya (März 2012 – Mai 2013) - Serhat Güller (August 2012 – November 2012) - Oğuz Çetin (November 2012 – April 2013) - Osman Nuri Işılar 1 (April 2013 – Mai 2013) - Ali Beykoz (Juni 2013 – November 2013) - Besim Durmuş (November 2013 – Februar 2014) - Engin Korukır (Februar 2014 – April 2014) - Yılmaz Özen 1 (April 2014 – Mai 2014) - Reha Erginer (August 2014 – Mai 2015) - Ümit Özat ( Mai 2015 – Juli 2015) - Özcan Bizati (Juli 2015 – September 2015) - Cüneyt Karakuş 1 (September 2015 – Oktober 2015) - Cüneyt Karakuş (Oktober 2015 – Februar 2016) - Fatih Tekke 2 (Februar 2016 – Mai 2016) - Çetiner Erdoğan 1 (Mai 2016) - Fuat Çapa (Juni 2016 – Oktober 2017) - Sait Karafırtınalar (Oktober 2017 – Januar 2019) - Orhan Kaynak (Januar 2019 – Mai 2019) - Giray Bulak (August 2019 – ) |